# Pierre Dhainaut
Pour les articles homonymes, voir Dhainaut.
Pierre Dhainaut est un poète et écrivain français né à Lille le 13 octobre 1935.
Il reçoit en 2010 le prix Jean-Arp de littérature francophone pour l'ensemble de son œuvre.
Il a également reçu le prix Guillaume-Apollinaire lors d'une cérémonie aux Deux Magots le lundi 7 novembre 2016. Quelques poèmes sont alors lus par l'actrice Juliette Binoche et par le poète lui-même. Le président du jury était Jean-Pierre Siméon.

## Biographie
Né le 13 octobre 1935, à Lille, dans le Nord, fils d’instituteurs, il passe son enfance et son adolescence dans la ville ouvrière d’Armentières. En 1946, il découvre Dunkerque et la mer. En classe de cinquième, son professeur de français lui fait connaître Victor Hugo et la poésie.
Il rencontre Jacqueline Desudde en 1956 et l'épouse en juillet de l'année suivante. Ils s’installent près de Dunkerque. Ils déménageront plusieurs fois, mais demeureront près du rivage dunkerquois. En 1959, ce sont les débuts surréalistes et la rencontre d’André Breton. En 1960-1961, il est professeur au lycée de Dunkerque.
L’hésitation va progressivement s’accuser entre le surréalisme et une autre voie, indiquée par Jean Malrieu, dont l’influence sera capitale.
Une autre rencontre déterminante a lieu en 1971, celle de Bernard Noël. L’écriture est constamment interrogée. La violence de la quête culmine entre 1970 et 1977. Il finira par tourner le dos au surréalisme. La crise se dénoue. Parallèlement s'opère la recherche d’un sacré sans théologie, qui s’accompagne d’un intérêt croissant pour l’histoire des religions et spiritualités - en particulier le bouddhisme zen et la mentalité des Dogons. Le poète fréquente aussi des peintres. Il écrit de nombreux articles critiques, parallèlement à son activité poétique. Il collabore avec des peintres ou des graveurs, dans des recueils à tirage limité.
Les voyages en France sont nombreux. Différentes régions (la Bourgogne, les Causses, l’Auvergne, l’Aubrac, Saint-Pierre-de-Chartreuse, surtout…) marquent son univers mental par leurs paysages et leurs monuments.
Les textes de Pierre Dhainaut, au fil des années, ont de plus en plus oscillé entre deux formes complémentaires : la notation brève et le poème plus ample. L'œuvre devient plus apaisée dans son dernier parcours : célébration du monde et quête de soi cheminent de concert. Le "je"  n'est que la trace éphémère d'une écriture qui interroge, dans Un livre d’air et de mémoire, Le Don des souffles, Prières errantes, Mise en arbre d’échos, Fragments d’espace ou de matin. Une anthologie est le fruit de cette période nouvelle, Dans la lumière inachevée. Le thème de l'enfance et des enfants l'inspire aussi continuellement.
Pierre Dhainaut a consacré plusieurs essais et de nombreux articles critiques à des poètes qu’il a rencontrés ou qui l’ont marqué, parmi lesquels Octavio Paz, Bernard Noël et Jean-Claude Renard. Il a préparé plusieurs éditions posthumes des textes de son ami Jean Malrieu, notamment aux Éditions du Cherche-Midi et aux Éditions des Vanneaux. Un choix de ses articles a paru dans le volume Dans la main du poème (1996).
En avril 2007, un colloque est organisé à la Sorbonne sur l'œuvre de Pierre Dhainaut, sous la direction d’Aude Préta de Beaufort et de Jean-Yves Masson.
Depuis 2005, les manuscrits de Pierre Dhainaut sont consultables à la bibliothèque municipale de Lille, avec ses archives et sa correspondance.
Le poète publie aux éditions L'herbe qui tremble, en 2015, Voix entre Voix, qui reçoit le prix Guillaume-Apollinaire.
Pierre Dhainaut aime entourer ses textes des œuvres des artistes qu'il aime : Gregory Masurovski, Marie Alloy, Anne Slacik, Caroline François-Rubino.

## Œuvres
- Le Poème commencé, Mercure de France, 1969
- Bulletin d'enneigement, Sud, 1974
- haleine hélianthe, Le Dé bleu, 1974
- Efface, éveille, Seghers, 1974
- Le recommencement, L'Atelier de l'agneau, gravures de Luc Thyssen, 1975
- Jour contre jour, Oswald, 1975
- Pays Cercles Magiques, Brandes, 1978
- Coupes claires, Le Verbe et l’Empreinte, 1979
- Au plus bas mot, J.-M. Laffont, 1980
- Le Retour et le Chant, Thierry Bouchard, 1980
- La demeure océan de Victor Hugo, Encre, 1980
- Le Regard, la nuit blanche, Vrac, 1981 ; réédition, EST 2006
- L’Âge du temps, Sud, 1984
- Terre des voix, Rougerie, 1985
- Pages d’écoute, Dominique Bedou, 1986
- Chemins d’Aubrac, Éditions du Rouergue, 1987
- Fragments d'espace ou de matin, Hautécriture 1988
- Un livre d'air et de mémoire, Sud (Prix Antonin-Artaud 1990)
- Prières errantes, coll. « Les Cahiers d'Arfuyen », Arfuyen, Paris-Orbey, 1990
- Le Don des souffles, Rougerie, 1991
- Mise en arbre d'échos, Motus 1991
- Fragments et louanges, coll. « Les Cahiers d'Arfuyen », Arfuyen, Paris-Orbey, 1993
- Dans la lumière inachevée, Mercure de France, 1996
- Passage par le chœur, La Bartavelle, 1996
- Paroles dans l'approche, L'Arrière-pays, 1997
- À travers les commencements, Paroles d'Aube, 1999
- Introduction au large, coll. « Les Cahiers d'Arfuyen », Arfuyen, Paris-Orbey, 2001
- Relèves de veilles (avec la collaboration de Jacques Clauzel), Alain Lucien Benoît, 2001
- Voix d'ensemble, Éditions des Deux-Siciles, 2002
- Entrées en échanges, coll. « Les Cahiers d'Arfuyen », Éditions Arfuyen, Paris-Orbey, 2005
- Au-dehors, le secret, Voix d’encre, aquarelles de Marie Alloy, 2005
- Pluriel d’alliance, L’Arrière-Pays, 2005
- Dans la main du poème, Écrits du Nord, 2007
- Une voix au-dessus des dunes, Lieux d'Etre, photographies de Philippe Bertin, 2007
- Levées d’empreintes, coll. « Les Cahiers d'Arfuyen », Arfuyen, Paris-Orbey, 2008
- Sur le vif prodigue, Éditions des Vanneaux, dessins de Gregory Masurovsky, 2008
- Plus loin dans l'inachevé, coll. « Les Cahiers d'Arfuyen », Arfuyen, Paris-Orbey, 2010, publié à l'occasion de la remise du Prix de littérature francophone Jean Arp
- Alfred Manessier, blés après l'averse, Invenit, 2010
- La Nuit, la nuit entière, Æncrages & Co, Dessins de Nicolas Rozier, 2011
- Vocation de l’esquisse, La Dame d’Onze Heures, 2011
- Même la nuit, la nuit surtout, Le Silence qui roule (édition courante), gravures de Marie Alloy, 2012
- La Parole qui vient en nos paroles, L’herbe qui tremble, gravures de Marie Alloy, 2013
- Rudiments de lumière, coll. « Les Cahiers d'Arfuyen », Arfuyen, Paris-Orbey, 2013
- De jour comme de nuit, avec Mathieu Hilfiger, Le Bateau fantôme, 2014
- L'Autre Nom du vent, L'herbe qui tremble, photographie de Manuela Böhme, 2014
- Progrès d'une éclaircie, Faï Fioc, 2014
- Gratitude augurale, Le loup dans la véranda, 2015
- Voix entre Voix, L'herbe qui tremble, peintures d'Anne Slacik, 2015
- Voies d'air, Tipaza, peintures de Philippe Croq, 2016
- Paysage de genèse, Voix d'encre, aquarelles de Caroline François-Rubino, 2017
- Un art des passages, L'herbe qui tremble, 2017
- État présent du peut-être, Le Ballet Royal, peinture de Caroline François-Rubino, 2018
- Ainsi parlait Victor Hugo, dits et maximes de vie choisis et présentés par Pierre Dhainaut, coll. « Ainsi parlait », Arfuyen, 2018.
- Et même le versant nord, coll. « Les Cahiers d'Arfuyen », Arfuyen, Paris-Orbey, 2018
- La grande année, avec Isabelle Lévesque, L'herbe qui tremble, 2018
- Après, L'herbe qui tremble, aquarelles de Caroline François-Rubino, 2019
- Transferts de souffles, avec une postface d'Isabelle Lévesque, L'herbe qui tremble, 2019
- Au grand jour de l'aubier, Le Silence qui roule (édition courante), gravures de Marie Alloy, 2019
- Pour voix et flûte, AEncrages et Co, encres de Caroline François-Rubino, 2020
- Une porte après l'autre après l'autre, suivi de Quatre éléments plus un, Faï fioc, 2020
- Un chemin d'arbres, Voix d'encre, peintures de Marie Alloy, 2020
- Ici, éditions Arfuyen, 2021
- Le messager des arbres, peintures de Ramzi Ghotbaldin, L'herbe qui tremble, 2022
- Préface à la neige, L’herbe qui tremble, peintures de Fabrice Rebeyrolle, 2022
- A portée d'un oui, Les Lieux-Dits, peinture de Caroline François-Rubino, 2022
- Un art à l’air libre, Al Manar, peintures de 2022
- L’art des nuages, Voix d’encre, encres de Caroline François-Rubino, 2023
- Retour sur écoute :, Le bateau fantôme, peintures de couverture de Caroline François-Rubino, 2023
- La troisième voix, coécrit avec Isabelle Lévesque, L'herbe qui tremble, peintures de Fabrice Reberoylle, 2023
- De pierre en poème, peintures de Serge Bouvier, Ateliers Miénnée de Lanouée, 2023
- Eveil, trois fois, aquarelles de Caroline François-Rubino, Les Carnets du Douayeul, 2024
- L'invention des couleurs, coécrit avec Isabelle Lévesque, collection 'coquelicot, L'Ail des ours, photographies d'Isabelle Lévesque, 2024
- L'enfant aux lilas, Le Singulier imprévisible, peintures de Marie-France Chevalier, 2024
- Et pourtant suivi de Ajouter du noir, ou non et de Ce qui doit venir, Arfuyen, peinture en couverture de Marie Alloy, 2025

## Prix et distinctions
- 2010 : Prix Jean-Arp de littérature francophone
- 2016 : Prix Guillaume-Apollinaire
- 2020 : Prix Philippe Jones
- 2021 : Prix Théophile Gautier

## Études et articles sur Pierre Dhainaut
- Jean Attali, Pierre Dhainaut, Rodez, Editions du Rouergue, coll. « Visages de ce temps » dirigée par Jean Digot, 1986.
- Épeler la langue de l'air avec Pierre Dhainaut, dossier coordonné par Marc Fontana, textes de Jean-Yves Masson et Sabine Dewulf, revue Linea, no 6, 2006.
- Sabine Dewulf, Pierre Dhainaut, collection « Présence de la poésie », Éditions des Vanneaux, 2008.
- Pierre Dhainaut, 45e numéro de la revue Nu(e), 2010, dossier coordonné par Judith Chavanne, textes de Patricia Castex Menier, Eric Dazzan, Sabine Dewulf et Marc Fontana.
- Sabine Dewulf, Stéphanie Delcourt, Eric Dewulf, Les Trois cheveux d'or -  parcours de guérison avec les frères Grimm et Pierre Dhainaut, 2016.
- Pierre Dhainaut, 114e numéro de la revue Arpa, 2015, dossier coordonné par Marc Fontana et Pierre Maubé.
- Sabine Dewulf, En regard, à l'écoute - La poésie de Pierre Dhainaut à travers ses livres d'artiste, Ville de Lille et Éditions invenit, 2021.